# Etruskische Texte
Etruskische Texte. Editio minor (рус. Этрусские тексты. Малое издание) — монография Хельмута Рикса и Герхарда Майзера, содержащая полное (на момент выхода) собрание этрусских надписей. Первое издание вышло в 1991, второе, являвшееся посмертным для Рикса, — в 2014. 

## Описание
Первое издание, содержащее около 8000 надписей, было опубликовано в 1991 году и быстро стало одним из фундаментальных инструментов в изучении этрусского языка (наряду с Corpus Inscriptionum Etruscarum и некоторыми другими). Однако, поскольку новые надписи продолжали открываться, со временем возникла необходимость в обновлении каталога. Поэтому Герхард Майзер, соавтор Рикса, при поддержке Валентины Бельфиоре и Сэнди Клюге возглавил работу над вторым изданием, которое увидело свет в 2014 году. По сравнению с первым изданием оно содержит около 1100 новых надписей; кроме того, описания некоторых из надписей первого издания были пересмотрены.
Как первое, так и второе издание состоят из двух томов: первый содержит введение, руководство к пользованию, список условных обозначений, библиографию, список соответствий обозначений надписей, а также алфавитный указатель слов. Во второе издание также включено введение к первому изданию. Второй том содержит непосредственно корпус надписей.
Подзаголовок editio minor означает, что издание содержит лишь транслитерацию надписей и краткую информацию о них, но не содержит фотографий, прорисовок, детальных описаний или попыток перевода и толкования.

### Нумерация надписей
В отличие от CIE, TLE и некоторых других собраний надписей, имеющих сквозную нумерацию, в ET обозначения состоят из нескольких частей, дающих некоторую информацию о характере надписи. Каждое обозначение начинается с двухбуквенного кода, соответствующего названию местности, откуда происходит надпись:
- Cm (Campania et Lucania) — Кампания и Лукания
- La (Latium) — Лаций
- Fa (Falerii et Ager Faliscus) — Фалерии и фалискская земля
- Ve (Veii) — Вейи
- Cr (Caere) — Цере
- Ta (Tarquinia) — Тарквиния
- AT (Ager Tarquiniensis) — Тарквинийская земля
- AH (Ager Hortanus) — Гортская земля
- Vs (Volsinii) — Вольсинии
- Vc (Vulci) — Вульчи
- AV (Ager Vulcentanus) — Вульчийская земля
- Ru (Rusellae) — Рузеллы
- Vn (Vetulonia) — Ветулония
- Po (Populonia) — Популония
- Vt (Volaterrae) — Волатерра
- AS (Ager Saenensis) — Сенская земля
- Cl (Clusium) — Клузий
- Pe (Perusia) — Перузия
- Co (Cortona) — Кортона
- Ar (Arretium) — Арреций
- Fs (Faesulae) — Фезула
- Sa (Sabina) — Сабина
- Um (Umbria et Ager Gallicus) — Умбрия и галльская земля
- Fe (Felsina) — Фельсина
- Sp (Spina) — Спина
- Ad (Adria) — Адрия
- Pa (Padana) — Падана
- Li (Liguria et Pisae) — Лигурия и Пиза
- Na (Gallia Narbonensis) — Нарбонская Галлия
- Cs (Corsica) — Корсика
- Si (Sicilia) — Сицилия
- Af (Africa) — Африка
- Gr (Graecia) — Греция
- Cy (Cyprus) — Кипр
- OA (Inscriptiones originis australis) — Надписи южного происхождения
- OB (Inscriptiones originis borealis) — Надписи северного происхождения
- OI (Inscriptiones originis ignotae) — Надписи неизвестного происхождения

Далее следует эпиграфический тип надписи
- 1 — погребальные надписи
- 2 — указание владельца
- 3 — донативные/вотивные надписи
- 4 — иные религиозные надписи
- 5 — надписи на постройках
- 6 — подписи создателя
- 7 — дидаскалия
- 8 — юридические надписи
- 9 — абецедарии
- 0 — слишком фрагментарные или не относящиеся ни к одному из вышеперечисленных.

Затем следует номер надписи внутри группы по местности и эпиграфического типа.

## Библиографическое описание
- Rix, Helmut. Etruskische Texte. Band I: Einleitung, Konkordanz, Indices / Gerhard Meiser. — Tübingen : Gunter Narr Verlag, 1991. — ISBN 9783823344766.
- Rix, Helmut. Etruskische Texte. Band II: Texte / Gerhard Meiser. — Tübingen : Gunter Narr Verlag, 1991. — ISBN 9783823342410.
- Rix, Helmut. Etruskische Texte. Teil 1. Einleitung, Konkordanz, Indizes / Helmut Rix, Gerhard Meiser, Valentina Belfiore … [и др.]. — Hamburg : Baar-Verlag, 2014. — ISBN 978-3-935536-71-4.
- Rix, Helmut. Etruskische Texte. Teil 2. Texte / Helmut Rix, Gerhard Meiser, Valentina Belfiore … [и др.]. — Hamburg : Baar-Verlag, 2014. — ISBN 978-3-935536-71-4.